# Космос-2499
Космос-2499 — российский военный малый спутник с возможностями изменения орбиты, запущенный совместно с тройкой спутников связи Минобороны. 
При этом, в российских информационных агентствах о запуске четвёртого аппарата не сообщали, официальных данных в российской прессе об этом космическом объекте нет, но по данным UNOOSA этот объект является спутником, принадлежащем Министерству обороны Российской Федерации.
Британский эксперт Роберт Кристи заявил, что этот спутник является военным спутником-инспектором запущенным по программе Нивелир.
По данным сайта russianspaceweb, спутник активно маневрировал (суммарный ΔV около 190 м/с), за несколько месяцев приблизившись к разгонному блоку Бриз-КМ на расстояние менее 3 километров и пройдя мимо него на малой относительной скорости (менее 10 м/с). 
Существует предположение, что спутник использует ионный двигатель.
Спутнику дали название Космос-2499, он также получил прозвище в СМИ«kamikaze». Источник из правительства США сообщил CNN, что «kamikaze» «может иметь возможность врезаться в американские спутники или глушить их сигналы, что нарушит их связь с США».
4 января 2023 года развалился на несколько тысяч обломков.